# Zabicie świętego jelenia
Zabicie świętego jelenia (ang. The Killing of a Sacred Deer) – brytyjsko-irlandzki film dramatyczny z 2017 roku w reżyserii Jorgosa Lantimosa, wyprodukowany przez wytwórnię Curzon Artificial Eye. Główne role w filmie zagrali Colin Farrell i Nicole Kidman.
Premiera filmu odbyła się 22 maja 2017 roku w konkursie głównym na 70. MFF w Cannes. Sześć miesięcy później, 3 listopada, obraz trafił do kin na terenach Wielkiej Brytanii i Irlandii. W Polsce premiera filmu odbyła się 1 grudnia 2017 roku.

## Fabuła
Steven Murphy (Colin Farrell) to ceniony kardiochirurg, który wraz ze swoją żoną Anną (Nicole Kidman) i dwojgiem dzieci – Kim i Bobem wiedzie pozornie idealne, ale wypełnione pustką życie. Pewnego dnia wkracza w nie dziwny nastolatek Martin. Wydaje się, że Steven zawarł z chłopakiem tajemniczy pakt – spędza z nim sporo czasu, zaprasza do domu na kolację i daje kosztowny prezent. Martin coraz częściej pojawia się u rodziny Murphych, aż w końcu ujawnia swoje prawdziwe zamiary.

## Obsada
- Colin Farrell jako Steven Murphy
- Nicole Kidman jako Anna Murphy
- Barry Keoghan jako Martin
- Raffey Cassidy jako Kim Murphy
- Sunny Suljic jako Bob Murphy
- Alicia Silverstone jako matka Martina
- Bill Camp jako Matthew

## Produkcja
Zdjęcia do filmu kręcono w Cincinnati w stanie Ohio.

## Odbiór
Film Zabicie świętego jelenia spotkał się z pozytywną reakcją krytyków. W serwisie Rotten Tomatoes, 77% ze stu sześćdziesięciu sześciu recenzji filmu jest pozytywne (średnia ocen wyniosła 7,7 na 10). Na portalu Metacritic średnia ocen z 44 recenzji wyniosła 73 punkty na 100.

## Nagrody i nominacje
| Rok  | Miejsce                                       | Nagroda                                                                        | Kategoria                                                     | Odbiorcy i nominowani               | Wynik     |
| ---- | --------------------------------------------- | ------------------------------------------------------------------------------ | ------------------------------------------------------------- | ----------------------------------- | --------- |
| 2017 | 70. MFF w Cannes                              | Złota Palma                                                                    | Najlepszy scenariusz                                          | Efthymis Filippou i Jorgos Lantimos | wygrana   |
| 2017 | 70. MFF w Cannes                              | Złota Palma                                                                    | Udział w konkursie głównym                                    | Jorgos Lantimos                     | nominacja |
| 2017 | 42. Międzynarodowy Festiwal Filmowy w Toronto | Nagroda Festiwalowa w sekcji 'Prezentacje Specjalne' ('Special Presentations') | Nagroda Międzynarodowej Federacji Krytyki Filmowej (FIPRESCI) | Jorgos Lantimos                     | wygrana   |